# Haha o Tazunete Sanzenri
 Haha o Tazunete Sanzenri (母をたずねて三千里 lit. Tres mil leguas en busca de mamá?), también conocida como Marco o De los Apeninos a los Andes, es una serie anime basada en el relato Marco, de los Apeninos a los Andes incluido en la novela italiana Corazón de Edmondo de Amicis. La serie fue emitida originalmente en Japón en 1976, parte del contenedor infantil World Masterpiece Theater o Meisaku de Nippon Animation. El contenedor había antes y después producido una gran variedad de series de animación basadas en diferentes obras literarias infantiles; entre ellas estaban El perro de Flandes (1975) y Rascal, el mapache (1977).  La serie fue estrenada en Japón el 4 de enero de 1976 hasta 26 de diciembre de 1976, totalizando 52 capítulos.
En España, donde la serie alcanzó una gran fama, similar a la de Heidi, fue emitida a través de varios canales como Televisión Española, Antena 3 y Telecinco, comenzando sus emisiones el 8 de enero de 1977. Su popularidad llegó a tal grado que el personaje principal de la serie, Marco Rossi, fue nominado para la categoría de personaje favorito en los premios TP de Oro de  España en 1977 obteniendo el tercer lugar. Actualmente, en España la serie está disponible en una serie de DVD distribuida por Planeta Junior. 
Una película de resumen fue lanzada en los años 80 usando los episodios de en funcionamiento de la serie de TV. Nippon Animation en 1999 hizo una producción totalmente nueva en la que se le dio un toque excepcional a la animación, una versión conmemorativa, con una canción cantada por la superestrella Sheena Easton: «Carry a Dream», «Lleva un sueño» en español.

## Argumento
Marco Rossi es un niño italiano de 8 años que vive con sus padres y su hermano Antonio en Génova. Su padre es un médico que trabaja en una clínica para personas sin suficientes recursos y su madre, una bondadosa y trabajadora ama de casa. Un día, a causa de la grave crisis económica que vive el país, la madre de Marco debe partir hacia Argentina para poder ayudar con los gastos del hogar, cosa que entristece a todos, en especial a Marco. Para consolarlo, su hermano le obsequia un mono brasileño que se convertirá en su mejor amigo y compañero de juegos. Marco también va cada mes a ver las cartas escritas por su madre, ya que al partir ella, habían prometido escribirse todos los meses. El pequeño espera, siempre ansioso, las cartas de su madre. Durante un año, las cartas llegaban sin falta alguna, pero repentinamente estas dejan de llegar por lo que al haber perdido el contacto con su madre, Marco toma la firme decisión de viajar a Argentina para buscarla y traerla de vuelta a casa. En su viaje, junto con su pequeño monito viven apasionantes aventuras y hacen grandes amigos. Con su ayuda y la de otras personas en su recorrido por Argentina, Marco logra por fin dar con el paradero de su madre que está enferma de muerte. Pero gracias a su visita y al extraordinario trabajo de los médicos, la madre de Marco finalmente se restablece y tiempo después, emprenden el viaje de regreso a Italia para reunirse con su familia.

## Personajes
- Marco Rossi

Marco, el personaje principal, un niño italiano; es trabajador, alegre y generoso. Un día recibe la noticia de que su madre debe ir a la Argentina para juntar dinero para su familia. La familia sigue bien por un año, hasta que un día deja de recibir cartas de su madre, Marco entonces desesperado decide partir a Argentina a buscarla. Es entonces donde empiezan sus aventuras y penurias, encontrándose en su camino con amigos que lo ayudarán en su búsqueda.
- Anna Rossi

La madre de Marco, debe emigrar a Argentina en busca de trabajo para ayudar a su familia. En Argentina le afecta una enfermedad mortal, pero la llegada de Marco le ayuda a superarla. Finalmente ambos vuelven a Génova.
- Pietro Rossi

El padre de Marco, un esforzado doctor que tiene una clínica para los pobres. Cuando Marco le plantea la idea de ir a buscar a su madre, se niega en un principio, pero más tarde consiente.
- Antonio (Tonio) Rossi

Es el hermano mayor de Marco, siempre trata de verle el lado bueno a todo. Cuando Anna emigra, decide ir a Milán para trabajar en los trenes, pero finalmente estudia titulándose en ingeniería. 
- Fiorina

Es la mejor amiga de Marco, sabe manejar muy bien las marionetas. Era una niña muy triste hasta que conoció a Marco, quien cambió su vida, además le dio más confianza.
- Peppino

Es el padre de Fiorina, Concetta y Giulietta, es un titiritero. Decide irse de Italia, ya que la gente era muy avara, para probar suerte junto con su familia en Argentina.
- Concetta

Es la hermana mayor de Fiorina y Giulietta, canta, baila y maneja los títeres del espectáculo familiar.
- Giulietta

La hermana menor de Fiorina y Concetta, una niña pequeña de un año. Es muy feliz, pero se alegra más cuando aparece el mono Amedio.
- Amelio/Amenif/Peppino (para la versión Hispanoaméricana)

Un simpático monito tití proveniente de Brasil. Antonio se lo regala a Marco y es su compañía durante toda la jornada. 
- Ramón Mequínez

Un ingeniero agrícola argentino a quien Marco conoció en Tucumán, cuando su madre estaba enferma.
- Emilio

Es otro niño italiano y un amigo de Marco.
- Bernando

Es el hermano menor de Emilio.
- Pablo

Un niño de Argentina, otro amigo de Marco. En un principio se conocen peleándose pero luego acaban siendo amigos.
- Juana

Es la hermana menor de Pablo. Al principio estaba resfriada, y más tarde, recibió una enfermedad muy grave. Luego, vino un médico y la curó.

## Lista de episodios
- Artículo Principal: Lista de episodios de Marco

## Ficha técnica
| Posición en el equipo                            |                                              |
| ------------------------------------------------ | -------------------------------------------- |
| Dirección                                        | Isao Takahata                                |
| Producción                                       | Junzou Nakajima Takaji Matsudo               |
| Historia Original por                            | Edmondo De Amicis (Corazón, Italiano: Cuore) |
| Guion                                            | Kazuo Fukasawa                               |
| Diseño de los personajes, dirección de animación | Yōichi Kotabe                                |
| Animador auxiliar                                | Reiko Okuyama                                |
| Escenografía, Layout                             | Hayao Miyazaki                               |
| Director de Arte                                 | Takamura Mukuo                               |
| Música por                                       | Kouichi Sakata                               |
| Encargado de sonido                              | Yasuo Uragami                                |

### Banda sonora
- Música por Koichi Sakata

#### Versión japonesa
- Inicio: Sōgen no Marco (por Kumiko Ōsugi)
- Final: Kaasan Ohayō (por Kumiko Ōsugi)

#### Versión española
- Inicio: Adiós, mamá (Autor de la letra: Alfredo Garrido García / Música: José Torregosa Alcaraz / Producción Musical: Alfredo Garrido García)
- Final: Somos dos (Autor de la letra: Alfredo Garrido García / Música: José Torregosa Alcaraz / Producción Musical: Alfredo Garrido García)

Ambas interpretadas por el entonces niño José María López Pascual.

## Temas musicales
- Japón: (Inicio) "Sougen no Marco", (Cierre) "Kaasan Ohayou" cantadas por Kumiko Ōsugi.
- España (Inicio) "Marco", (Cierre) "Somos dos" cantadas por el entonces niño José María Pascual.

Mar (Alfredo Garrido)
Hoy es un día de fiesta (José M. Pascual)
Mama (Instrumental)
Marioneta (José M. Pascual)
Dulce Maria (Alfredo Garrido)
Salta la cuerda (Coro de niños]])
Pepino (Alfredo Garrido)
Mama (José M. Pascual)
Bella bambina (Coro de Marineros)
Hoy es un día de fiesta (Instrumental)
Venir todos (Omaira Carmona)
Siempre corriendo (José M. Pascual)

## Reparto
| Personaje | Actor original (Japón) | Actor de voz (España) | Actor de voz (México) |
| --------- | ---------------------- | --------------------- | --------------------- |
| Marco     | Yoshiko Matsuo         | Ana Ángeles García    | Rocío Garza Ramírez   |
| Peppino   | Ichirō Nagai           | Francisco Sánchez     | Juan Domingo Méndez   |
| Concetta  | Noriko Ohara           | Conchita Núñez        |                       |
| Fiorina   | Noriko Ohara           |                       | Maru Guzmán           |
| Tonio     | Kazuyuki Sogabe        | Javier Dotú           | Eduardo Tejedo        |
| Anna      | Yukiko Nikaido         | Angelina Gatell       | Dolores Muñoz Ledo    |
| Pietro    | Kiyoshi Kawakubo       | Jorge Roig            |                       |

## Episodios
1. No te vayas, mamá
2. Un niño de Génova
3. Hoy iremos al mar
4. Te odio, papá
5. Mi amigo Emilio
6. El primer salario
7. Un pedazito de mar
8. Peppino y su trouppe
9. Perdóname, papá
10. Buenos Aires, allí está mamá
11. Carta de mamá
12. Vamos a ver el dirigible
13. Adiós, Fiorina
14. La decisión de Marco
15. El Folgore leva anclas
16. A bordo del Folgore
17. El paso del ecuador
18. Ya estamos en Río
19. El barco de los emigrantes
20. Noche de tormenta
21. El Río de la Plata
22. ¿Dónde estás, Mamá?
23. No era mi madre
24. Hola Fiorina
25. El gran éxito de Peppino y su trouppe
26. A través de la Pampa
27. Las lágrimas de Fiorina
28. La gran estancia de los Balboa
29. Nieva
30. Un gaucho llamado Don Carlos
31. Larga noche
32. Pronto nos diremos adiós
33. Mamá no está aquí
34. Quiero volver a Génova
35. Una carta de mamá
36. Adiós Bahía Blanca
37. Un día interminable
38. Te encontraré mamá
39. Camino de Rosario
40. La estrella de Italia
41. Camino de Córdoba
42. Pablo, mi nuevo amigo
43. Mamá tiene que estar aquí
44. Hay que salvar a Juana
45. Adiós, Pablo
46. Un viaje accidentado
47. Mamá está tras aquellas montañas
48. Adiós, Vieja
49. Mamá me está llamando
50. El fin del viaje
51. El encuentro
52. El retorno